# Kanaarister correctus
Kanaarister correctus är en skalbaggsart som först beskrevs av Sylvain Auguste de Marseul 1864.  Kanaarister correctus ingår i släktet Kanaarister och familjen stumpbaggar. Inga underarter finns listade i Catalogue of Life.